# Kimberlyn King-Hinds

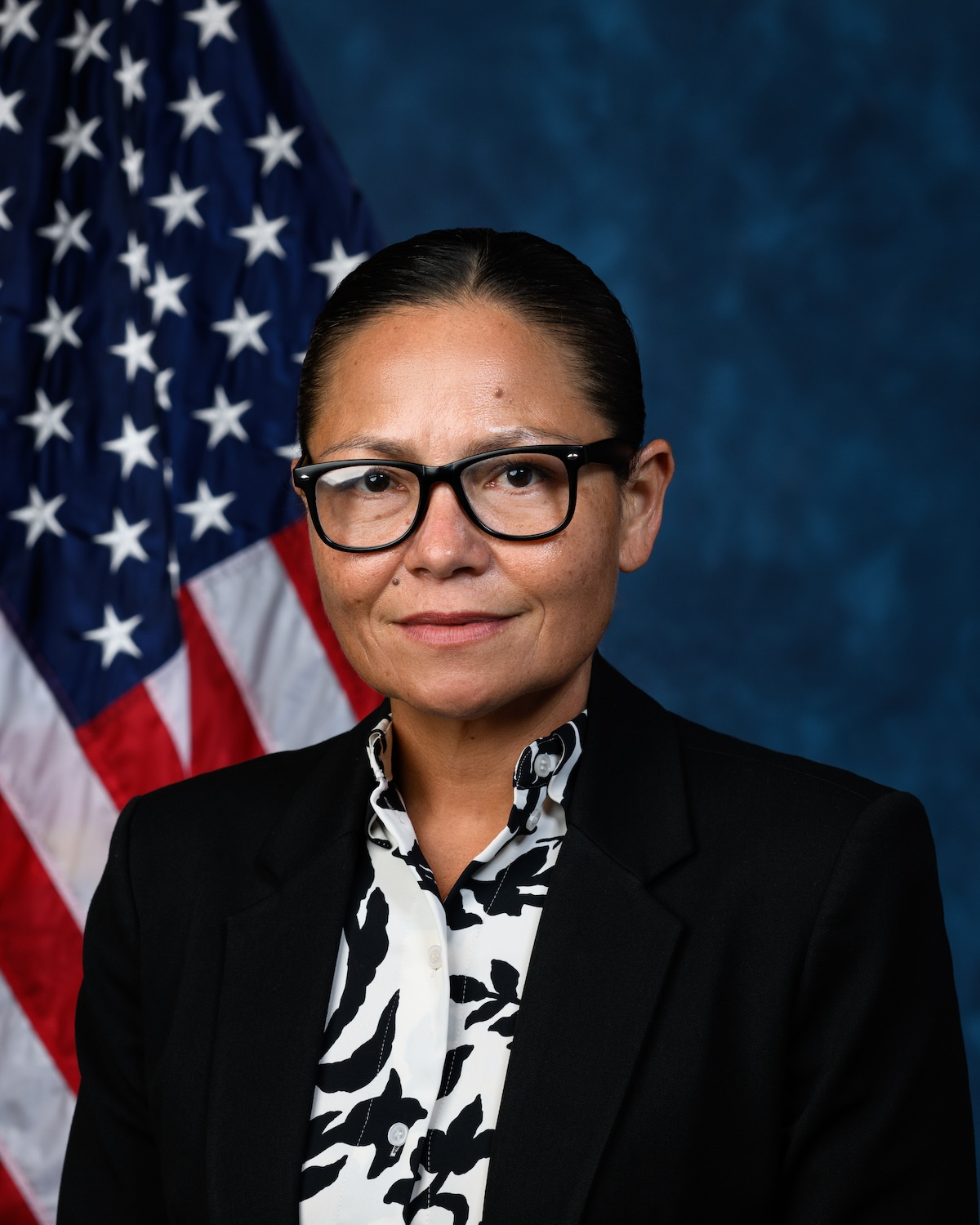
Kimberlyn King-Hinds (2025)

Kimberlyn Kay King-Hinds (* auf Tinian) ist eine republikanische us-amerikanische Politikerin. Seit dem 3. Januar 2025 vertritt sie als nichtstimmberechtigte Delegierte das Außengebiet der Nördlichen Marianen im Repräsentantenhaus der Vereinigten Staaten.

## Leben
Kimberlyn King-Hinds wuchs auf Tinian auf. Sie studierte zunächst Von 1993 bis 2000 an der Loyola Marymount University Politikwissenschaften und schloss dort mit einem Bachelor ab. 2006 und 2007 studierte King-Hinds Wirtschaftswissenschaft an der University of Hawaii und erlangte den Grad eines Masters. Sie kehrte 2011 an die University of Hawaii zurück, um Rechtswissenschaften zu studieren und schloss 2014 mit dem Juris Doctor ab. Sie war danach als Rechtsanwältin auf Tinian tätig. Sie war vor ihrer Wahl in das Repräsentantenhaus auch Vorsitzende des Commonwealth Ports Authority Board der Marianen.

## Politik
Zu den Kongresswahlen 2024 trat der populäre Gregorio „Kilili“ Sablan nicht erneut an.
Bei denWahlen zum Repräsentantenhaus der Vereinigten Staaten 2024 erhielt King-Hinds mit 40,3 % die meisten Stimmen und wurde so als Nachfolgerin des Demokraten Gregorio Sablan in das Repräsentantenhaus gewählt. Sie war damit die erste pazifische Insulanerin, welche die nördlichen Mariannen im Kongress der Vereinigten Staaten vertrat. Ihre Legislaturperiode als nicht stimmberechtigte Delegierte im Repräsentantenhaus begann am 3. Januar 2025 und endet am 27. Januar 2027.